# Трафик (филм, 2000)
Вижте пояснителната страница за други значения на Трафик.
„Трафик“ (на английски: Traffic) е продуциран в САЩ филм от 2000 г. на режисьора и оператора Стивън Содърбърг по сценарий на Стивън Геън. Музиката във филма е композирана е от Клиф Мартинес. Филмът излиза на екран от 27 декември 2000 г.